# Rimae Opelt
Rimae Opelt – grupa rowów  na powierzchni Księżyca o średnicy około 70 km. Znajduje się na obszarze Mare Nubium na współrzędnych selenograficznych ☾ 13,0°S 18,0°W/-13,000000 -18,000000. Nazwa tego systemu kanałów została nadana w 1964 roku przez Międzynarodową Unię Astronomiczną i pochodzi od pobliskiego krateru Opelt.